# Lillträsket (Råneå socken, Norrbotten, 734265-179203)
Lillträsket är en sjö i Bodens kommun i Norrbotten och ingår i Vitåns huvudavrinningsområde.